# گلونقطه‌ای دم‌حنایی
گلونقطه‌ای دم‌حنایی (نام علمی: Epinecrophylla erythrura)، که در گذشته مورچه‌گیرک دم‌حنایی نامیده می‌شد، گونه‌ای از پرندگان حشره‌خوار در زیرتیره Thamnophilinae از تیره مورچه‌مرغان «نمادین» است. در برزیل، کلمبیا، اکوادور و پرو یافت می‌شود.
گلونقطه‌ای دم‌حنایی دارای دو زیرگونه است، زیرگونه نمادین E. e. erythrura (Sclater, PL, 1890) و E. e. septentrionalis (زیمر، JT، 1932).